# Capela do Calvário (Vila Real)
A Capela do Calvário, também conhecida por Igreja do Bom Jesus do Calvário ou Igreja do Senhor Jesus do Calvário, localiza-se na cidade de Vila Real (Portugal) e trata-se de uma capela de planta longitudinal com nave, capela-mor, torre sineira quadrada e sacristias retangulares adossadas. É um edifício de arquitetura tardo-barroca e neoclássica, com origem numa capela primitiva construída em 1680. A Capela do Calvário é reconhecível pela sua característica fachada principal revestida de azulejos bicolores, azuis e brancos, e rematada pelo brasão da Ordem Terceira de São Francisco, à qual pertence, e pelo seu adro extenso e ajardinado, cuja posição privilegiada constitui um excelente miradouro para a parte nascente da cidade.

## Enquadramento
A Capela do Calvário está situada numa zona alta da cidade de Vila Real conhecida por Monte do Calvário ou Pioledo, no centro de um adro sustentado por muros que atingem cerca de 15 metros de altura a este, onde está limitado pelo Jardim da Carreira. O adro, pavimentado com paralelepípedos de granito cinzento, confronta ainda a norte com o Campo do Calvário, utilizado pelo Sport Clube Vila Real, e a sudoeste com os edifícios do Paço Episcopal e do Colégio Moderno de São José. A capela está rodeada por uma Via-sacra composta por quinze cruzes latinas em granito, enquanto que a norte da mesma, se localizam duas imagens de vulto de São Francisco de Assis e São Domingos, em granito, representados de pé em posição frontal e assentes numa base cúbica também em granito, com uma cruz latina forquilhada de secção octogonal entre elas e recuada.

## História
Em 1680 foi mandada erigir uma capela primitiva a mando da Ordem Terceira de São Francisco, muito pequena e com um altar, num monte sobranceiro à cidade e onde em tempos existira uma outra capela, cujo orago fora São Sebastião. Esta capela foi posteriormente restaurada em 1694 com verba doada por Margarida Rebelo, que ali se fez sepultar. A capela viria a ser ampliada em 1740/1741, ampliação esta que contou com a construção da nave, tendo sido guarnecida algures no século XVIII com uma imagem de Cristo, em tamanho natural.
O Pároco de S. Pedro, em 1759, apoderou-se da capela e deu ordem para arrombarem a porta, forçando a Ordem Terceira de São Francisco a queixar-se a D. Maria I, tendo retomado a posse do templo, por provisão real de 6 de maio de 1759.
A capela foi novamente ampliada e restaurada no ano de 1803, enquanto que a sala do capítulo foi construída em 1805, assim como o retábulo-mor, dois laterais (de Nossa Senhora do Carmo e de São Mel mártir) e um nicho para o Senhor dos Passos. 
Para evitar o constrangimento do sacerdote, o templo foi aumentado em 1820, com a construção da sacristia, enquanto que a torre sineira só foi construída provavelmente em 1840, ano em que a capela finalmente adquiriu o traço atual, tendo recebido o relógio proveniente do Convento de São Francisco (Vila Real) apenas em 1844.
A cornija inferior do coro-alto apresenta a data de 1864, sendo este o ano em que provavelmente foi construído. No século XIX, a capela ainda pertencia à Ordem Terceira de São Francisco, tinha missa nos domingos e dias santos e festas nos dia 24 e 30 de junho. Presume-se que a fachada principal tenha sido forrada a azulejo nos finais do século XIX ou inícios do século XX.
Em 1913 foi instalado o novo mecanismo moderno do relógio da torre sineira, de construção suíça e de repetição. O mostrador, de mármore italiano e numeração romana, possui cerca de 1.10 metros de diâmetro, tendo sido comprado na casa Andrade de Melo, no Porto. Em outubro de 1980 foram remodelados o telhado e as escadas de acesso à sala de reuniões. A Câmara Municipal de Vila Real procedeu à colocação de um portão na entrada do adro em junho de 1993 e à reabilitação do adro em 1995.

## Características

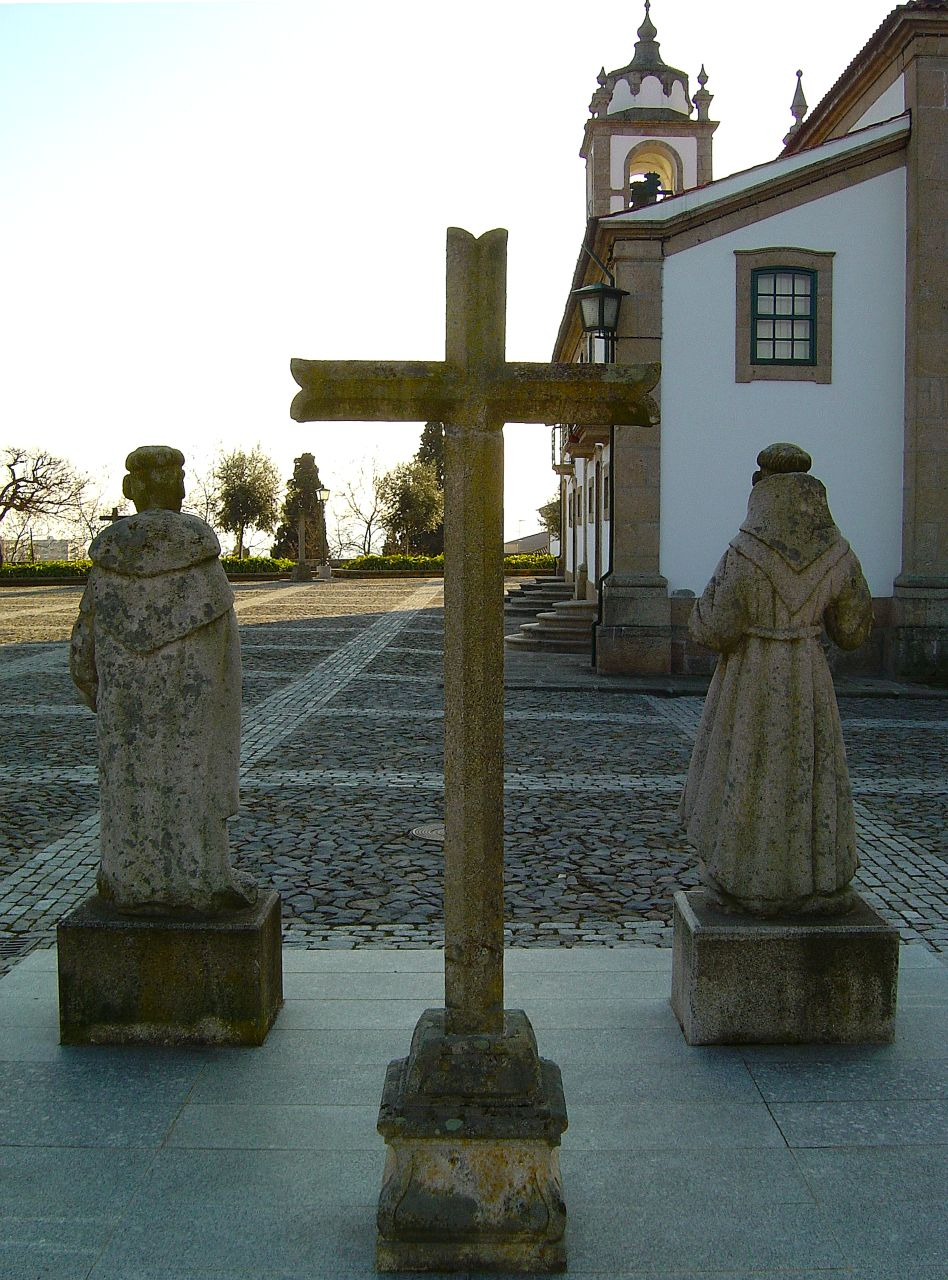
Adro posterior com imagens de São Francisco de Assis e São Domingos.

A capela apresenta-se interiormente coberta por falsas abóbadas de berço em estuque e iluminadas pelas janelas laterais e axial. A fachada principal é terminada em frontão contracurvado, coroado por pináculos, com pilastras nos cunhais, e rasgado por portal abatido, encimado por cartela e janela do mesmo perfil, interrompendo a cornija da fachada, e com o brasão da Ordem Terceira de São Francisco no tímpano. A fachada lateral esquerda conta com porta travessa e janelas na nave e capela-mor, tendo a lateral direita torre sineira e anexos da confraria, com fachada de dois pisos rasgados por vãos abatidos. O interior da capela é embelezado com decoração neoclássica, apresentando coro-alto, quatro retábulos laterais de planta reta e um eixo, dois púlpitos laterais, e retábulo-mor de planta convexa e três eixos e teto da capela-mor, com estuque relevados e policromos de iconografia alusiva ao orago, também neoclássico.
As paredes exteriores foram construída em alvenaria de granito e cal e posteriormente rebocadas. O revestimento da fachada principal e silhares do interior é feito com azulejos, enquanto que os elementos estruturais, pilastras, frisos, cornijas, pináculos, molduras dos vãos e pias de água-benta são em cantaria de granito. Por outro lado, os retábulos, balaustradas, sanefas e guardas dos púlpitos são em talha policroma e dourada. O pavimento da nave e capela-mor consiste em tábuas de madeira corridas, enquanto que o da sacristia, casa mortuária, secretaria e sala de reuniões é em laje de cimento aligeirada, revestido a tijoleira na sacristia e linóleo nos restantes. Os tetos são em estuque pintado e trabalhado.

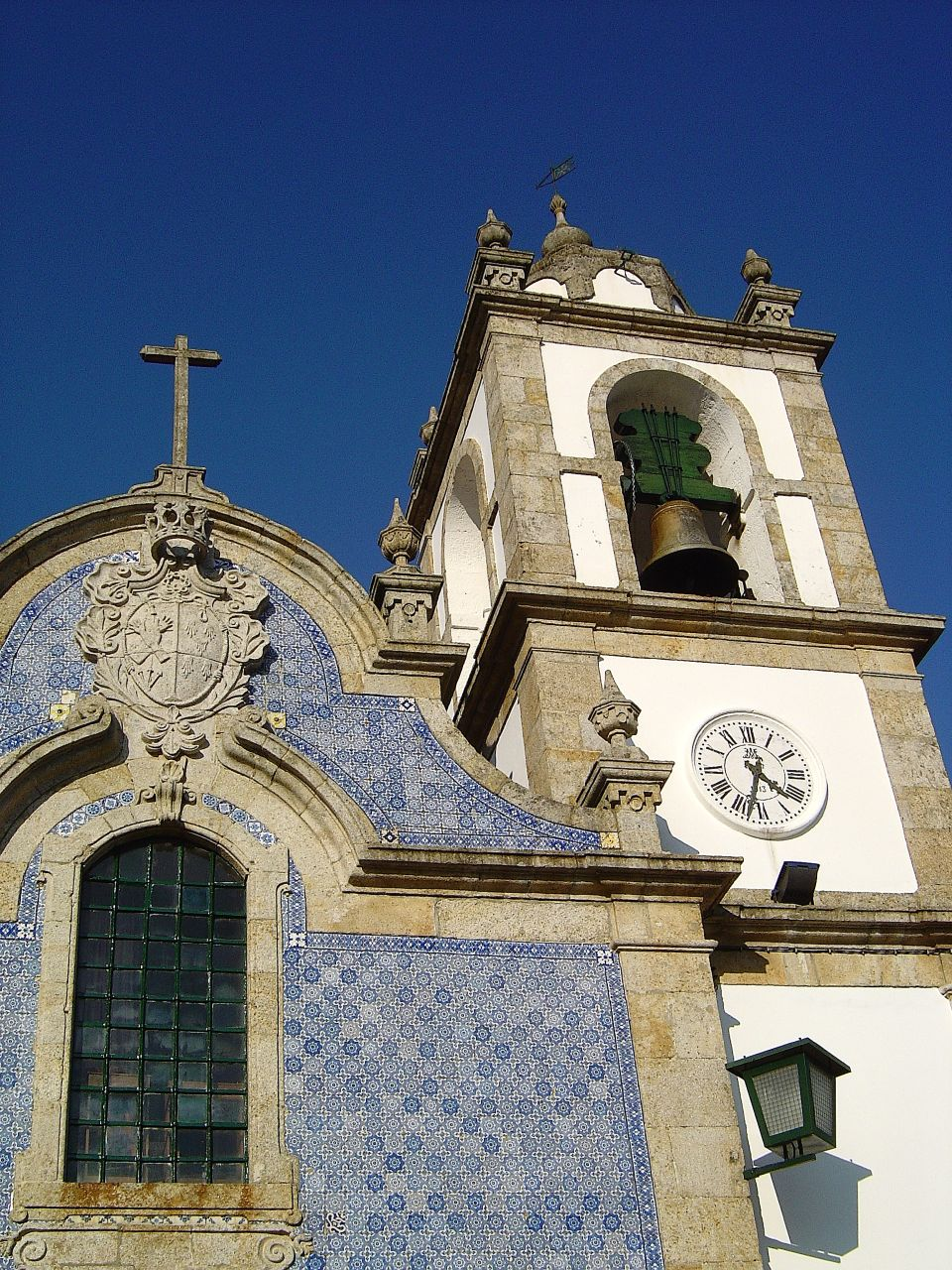
Detalhe da fachada e torre sineira.

## Procissão do Senhor do Calvário
O Senhor do Calvário, imagem que na dita capela se venera, foi esculturada pelo amador vila-realense de rara vocação artística, Francisco Taveira Pinto. É no segundo fim-de-semana de julho que, anualmente, a cidade de Vila Real se ajoelha perante a passagem da dita imagem do Senhor do Calvário num valioso e pesado carro-andor, conduzida por artistas carpinteiros, na tradicional e centenária procissão que, juntamente com a do Corpo de Deus e a do Enterro do Senhor, constitui uma das maiores manifestações de fé dos vila-realenses, reunindo milhares de pessoas da cidade e dos arredores, muitas descalças em cumprimento de promessas.
Vários andores, constituídos por carros puxados por membros da Ordem Terceira de São Francisco e outros fiéis dão colorido especial a esta manifestação religiosa muito apreciada pelos habitantes de Vila Real, que acompanham a imagem desde a Capela do Calvário, passando pela Igreja da Misericórdia (Vila Real), percorrendo as principais artérias da cidade e voltando ao ponto de partida.